# جبال نابير
جبال نابير (بالإنجليزية: Napier Mountains)‏، هي مجموعة من القمم المتقاربة، وأعلى قمة هي جبل إلكينز، الذي يبلغ ارتفاعه حوالي 2,300 متر فوق مستوى سطح البحر. تقع هذه السلسلة الجبلية في إندربي لاند، في الإقليم الأسترالي المطالب به في القارة القطبية الجنوبية، شرق القارة القطبية الجنوبية.